# 543 (číslo)
Pět set čtyřicet tři je přirozené číslo. Následuje po čísle pět set čtyřicet dva a předchází číslu pět set čtyřicet čtyři. Římskými číslicemi se zapisuje DXLIII a řeckými číslicemi φμγ.

## Matematika
543 je:
- Deficientní číslo
- Poloprvočíslo
- Nešťastné číslo

## Astronomie
- (543) Charlotte je planetka hlavního pásu, kterou objevil v roce 1904 Paul Götz

## Roky
- 543
- 543 př. n. l.